# Juliet Popper Shaffer
Pour les articles homonymes, voir Shaffer.
Juliet Popper Shaffer (née en 1932) est une psychologue et statisticienne américaine, professeure émérite à l'université de Californie à Berkeley. Ses recherches portent sur les procédures de tests multiples.

## Biographie
Juliet Martha Popper naît à Brooklyn. Elle fait ses études secondaires à la Midwood High School de Brooklyn, puis poursuit ses études au Swarthmore College. Elle obtient son diplôme en 1953, avec une majeure en psychologie et des mineures en mathématiques et en philosophie. Elle est diplômée en 1953, puis poursuit ses études de psychologie à l'université Stanford et soutient sa thèse intitulée  Motivational and Social Factors in Children's Perception of Height en 1957, sous la direction de Robert R. Sears, thèse qu'elle publie en 1964 sous le titre Social and personality correlates of children's estimates of height.
Elle fait une recherche postdoctorale avec William Kaye Estes à l'université de l'Indiana en 1957-1958, puis obtient un poste d'assistante dans le département de psychologie de l'université du Kansas (1958-1977). Son mari est enseignant à cette université, aussi, les règles anti-népotistes s'appliquent d'abord à elle, mais sont ensuite levées, lui permettant d'accéder à un poste définitif.
En 1977, elle se remarie et s'installe à Berkeley. Elle obtient un poste provisoire de 1975 à 1976 à l'université de Californie à Davis, puis est nommée à Berkeley, où elle enseigne de 1976 à 1995, pendant une année comme professeure invitée, puis comme maître de conférences à partir de 1977, et comme professeure titulaire à partir de 1981,. Elle prend sa retraite académique en 1994 et travaille pendant plusieurs années en tant que chercheure à l'Educational Testing Service à Princeton dans le New Jersey.

## Activités de recherche
Juliet Popper Shaffer s'intéresse aux théorie de l'apprentissage, de la personnalité et de la perception. Elle a également développé des modèles expérimentaux pour tester les théories de Fritz Heider, impliquant les façons dont la connexion personnelle entre deux personnes peut influencer la transmission d'un sentiment vers un autre objet de l'une des personnes à l'autre. Elle s'est intéressée au problème des comparaisons multiples en statistique, où l'utilisation de la même expérience pour faire des inférences multiples peut entraîner une plus grande probabilité de déductions erronées.
Lehmann écrit que Shaffer « est devenue l'un des leaders » dans le domaine des comparaisons multiples, avec ses « deux contributions les plus importantes » se produisant dans le cadre d'une expérience psychologique dans laquelle elle a observé la non-transitivité des différences significatives dans les comparaisons multiples. De trois conditions ordonnées dans l'expérience, les conditions plus petites et plus grandes ont des résultats significativement différents les uns des autres, mais aucun n'est significativement différent de la condition moyenne. Ce résultat paradoxal a conduit Shaffer à classer les modèles autorisés de différences significatives et à trouver des interprétations de ces modèles, et a conduit d'autres à effectuer une recherche de suivi rendant ses méthodes plus applicables dans la pratique. Un autre de ses résultats dans ce domaine a été l'observation selon laquelle, dans l'analyse de comparaisons multiples, il est important d'inclure dans l'analyse des erreurs de type III (en), dans lesquelles on rejette l'hypothèse nulle mais conclut qu'un effet a le signe opposé à son signe réel.

## Hommages et distinctions
En 1988, Shaffer est élue membre de la Société américaine de statistique et de l'Association américaine de psychologie. Elle est également membre de l'Association américaine pour l'avancement des sciences et membre élue de l'Institut international de statistique,. En 1994 elle est présidente du Caucus for Women in Statistics. En 2003, le Comité des présidents de sociétés statistiques lui a décerné le prix Florence Nightingale David « pour ses contributions pionnières aux méthodes statistiques en éducation et en psychométrie » et « pour son rôle exceptionnel dans la promotion des opportunités et le soutien de l'avancement des femmes dans les sciences ».